# DHB-Pokal der Frauen 2001/02
Der DHB-Pokal der Frauen 2001/02 war die 28. Austragung des wichtigsten deutschen Hallenhandball-Pokalwettbewerbs für Frauen. DHB-Pokalsieger 2002 wurde Bayer 04 Leverkusen, das im Finale den VfL Oldenburg knapp mit 29:27 bezwang. Titelverteidiger TV Mainzlar schied bereits im Achtelfinale gegen den TV Lützellinden aus.

## Hauptrunden

### 1. Runde
Gemäß Rahmenterminplan fand die 1. Hauptrunde des DHB-Pokals 2001/02 um das Wochenende 8./9. September 2001 statt. Die Sieger qualifizierten sich für die 2. Runde.

### 2. Runde
Die Spiele der 2. Hauptrunde wurden laut Rahmenterminplan um das Wochenende 6./7. Oktober 2001 ausgetragen und brachten folgende Ergebnisse:
| Datum                  | Uhrzeit | Heimmannschaft       |   | Gastmannschaft        | Ergebnis    |
| ---------------------- | ------- | -------------------- | - | --------------------- | ----------- |
| ca. 6./7. Oktober 2001 |         | TuS Nettelstedt      | – | VT Bückeburg          | 21:24 n. V. |
| ca. 6./7. Oktober 2001 |         | HSG Nettetal         | – | Königsborner SV       | 17:24       |
| ca. 6./7. Oktober 2001 |         | TG 75 Darmstadt      | – | SG Hessen Hersfeld    | 11:35       |
| ca. 6./7. Oktober 2001 |         | SG Harburg           | – | SC Germania List      | 31:32 n. V. |
| ca. 6./7. Oktober 2001 |         | SG 09 Kirchhof       | – | SG Bensheim-Auerbach  | 28:38       |
| ca. 6./7. Oktober 2001 |         | TV Ennigerloh        | – | TuS Weibern           | 14:34       |
| ca. 6./7. Oktober 2001 |         | TSG Wismar           | – | HC Empor Rostock      | 21:20       |
| ca. 6./7. Oktober 2001 |         | Thüringer HC         | – | HC Niederndodeleben   | 25:24       |
| ca. 6./7. Oktober 2001 |         | SC Germania List II  | – | HG 85 Köthen          | 22:21       |
| ca. 6./7. Oktober 2001 |         | SVG Celle            | – | SC Markranstädt       | 28:26       |
| ca. 6./7. Oktober 2001 |         | BSV Sachsen Zwickau  | – | Frankfurter HC        | 27:33       |
| ca. 6./7. Oktober 2001 |         | TS Woltmershausen    | – | SC Buntekuh Lübeck    | 21:31       |
| ca. 6./7. Oktober 2001 |         | TSV Dorfmark         | – | TSV Ellerbek          | 11:35       |
| ca. 6./7. Oktober 2001 |         | SV Allensbach        | – | DJK Augsburg-Hochzoll | 41:24       |
| ca. 6./7. Oktober 2001 |         | TSV Owschlag         | – | SG VfL Bad Schwartau  | 24:28       |
| ca. 6./7. Oktober 2001 |         | SG Walldorf Astoria  | – | TuS Metzingen         | 14:28       |
| ca. 6./7. Oktober 2001 |         | VfL Sindelfingen     | – | Frisch Auf Göppingen  | 20:29       |
| ca. 6./7. Oktober 2001 |         | HSG Albstadt         | – | TSG Ketsch            | 13:23       |
| ca. 6./7. Oktober 2001 |         | SG Bordesholm/Brügge | – | DSC/Tura Oldenburg    | 12:29       |
| ca. 6./7. Oktober 2001 |         | TV Rödersheim        | – | TuS Neunkirchen       | 29:15       |

Die Sieger qualifizierten sich für die 3. Hauptrunde.

### 3. Runde
Zur 3. Hauptrunde stießen zu den zwanzig Siegern der 2. Runde die zehn erstplatzierten Bundesligisten der Saison 2000/01 sowie die beiden Zweitligaaufsteiger SV Berliner VG 49 (Staffel Nord) und SV Teutonia Riemke (Staffel Süd) hinzu. Die Spiele der 3. Runde fanden laut Rahmenterminplan um das Wochenende 3./4. November 2001 statt und führten zu folgenden Ergebnissen:
| Datum                   | Uhrzeit | Heimmannschaft       |   | Gastmannschaft        | Ergebnis    |
| ----------------------- | ------- | -------------------- | - | --------------------- | ----------- |
| ca. 3./4. November 2001 |         | Frisch Auf Göppingen | – | TuS Metzingen         | 25:29       |
| ca. 3./4. November 2001 |         | DJK/MJC Trier        | – | SV Allensbach         | 31:16       |
| ca. 3./4. November 2001 |         | TV Rödersheim        | – | TV Lützellinden       | 11:46       |
| ca. 3./4. November 2001 |         | SV Teutonia Riemke   | – | Buxtehuder SV         | 17:18       |
| ca. 3./4. November 2001 |         | TSV Ellerbek         | – | BV Borussia Dortmund  | 21:30       |
| ca. 3./4. November 2001 |         | Königsborner SV      | – | SG Minden/Minderheide | 25:31       |
| ca. 3./4. November 2001 |         | SC Buntekuh Lübeck   | – | SG VfL Bad Schwartau  | 31:9        |
| ca. 3./4. November 2001 |         | TuS Weibern          | – | TV Mainzlar           | 22:36       |
| ca. 3./4. November 2001 |         | DSC/Tura Oldenburg   | – | VfL Oldenburg         | 21:29       |
| ca. 3./4. November 2001 |         | SC Germania List II  | – | SVG Celle             | 22:34       |
| ca. 3./4. November 2001 |         | HSG Blomberg-Lippe   | – | Bayer 04 Leverkusen   | 25:30       |
| ca. 3./4. November 2001 |         | SG Bensheim-Auerbach | – | SG Hessen Hersfeld    | 26:29       |
| ca. 3./4. November 2001 |         | TSG Ketsch           | – | VT Bückeburg          | 33:29       |
| ca. 3./4. November 2001 |         | Thüringer HC         | – | SV Berliner VG 49     | 33:32 n. V. |
| ca. 3./4. November 2001 |         | TSG Wismar           | – | Frankfurter HC        | 26:35       |
| ca. 3./4. November 2001 |         | SC Germania List     | – | HC Leipzig            | 30:31 n. V. |

Die Sieger qualifizierten sich für das Achtelfinale.

### Achtelfinale
Die Achtelfinalpaarungen, die laut Rahmenterminplan um den 5. Januar 2002 ausgetragen wurden, brachten folgende Ergebnisse:
| Datum              | Uhrzeit | Heimmannschaft     |   | Gastmannschaft        | Ergebnis |
| ------------------ | ------- | ------------------ | - | --------------------- | -------- |
| ca. 5. Januar 2002 |         | Frankfurter HC     | – | SG Minden/Minderheide | 30:23    |
| ca. 5. Januar 2002 |         | TV Mainzlar        | – | TV Lützellinden       | 22:31    |
| ca. 5. Januar 2002 |         | TuS Metzingen      | – | Buxtehuder SV         | 23:30    |
| ca. 5. Januar 2002 |         | Thüringer HC       | – | DJK/MJC Trier         | 23:35    |
| ca. 5. Januar 2002 |         | SC Buntekuh Lübeck | – | BV Borussia Dortmund  | 25:27    |
| ca. 5. Januar 2002 |         | TSG Ketsch         | – | HC Leipzig            | 22:25    |
| ca. 5. Januar 2002 |         | SG Hessen Hersfeld | – | Bayer 04 Leverkusen   | 19:23    |
| ca. 5. Januar 2002 |         | SVG Celle          | – | VfL Oldenburg         | 22:33    |

Die Sieger qualifizierten sich für das Viertelfinale.

### Viertelfinale
Die Viertelfinalspiele wurden am Wochenende des 30./31. März 2002 ausgetragen und brachten folgende Ergebnisse:
| Datum                 | Uhrzeit | Heimmannschaft      |   | Gastmannschaft       | Ergebnis |
| --------------------- | ------- | ------------------- | - | -------------------- | -------- |
| ca. 30./31. März 2002 |         | VfL Oldenburg       | – | BV Borussia Dortmund | 27:25    |
| ca. 30./31. März 2002 |         | Frankfurter HC      | – | Buxtehuder SV        | 30:28    |
| ca. 30./31. März 2002 |         | Bayer 04 Leverkusen | – | TV Lützellinden      | 35:27    |
| ca. 30./31. März 2002 |         | HC Leipzig          | – | DJK/MJC Trier        | 26:25    |

Die Sieger qualifizierten sich für das Final Four.

## Final Four
Das Final Four wurde am 14./15. Juni 2002 in der Erdgasarena in Riesa ausgetragen.

### Halbfinale
Beide Halbfinalspiele wurden nach spannendem Verlauf erst nach Verlängerung entschieden:
| Datum         | Uhrzeit | Heimmannschaft |   | Gastmannschaft      | Ergebnis                   |
| ------------- | ------- | -------------- | - | ------------------- | -------------------------- |
| 14. Juni 2002 |         | HC Leipzig     | – | Bayer 04 Leverkusen | 33:37 n. V. (31:31, 18:16) |
| 14. Juni 2002 |         | Frankfurter HC | – | VfL Oldenburg       | 40:42 n. V. (35:35, 16:16) |

Somit erreichten Bayer 04 Leverkusen und der VfL Oldenburg das Finale.

### Spiel um Platz 3
| Datum         | Uhrzeit | Heimmannschaft |   | Gastmannschaft | Ergebnis |
| ------------- | ------- | -------------- | - | -------------- | -------- |
| 15. Juni 2002 |         | Frankfurter HC | – | HC Leipzig     | 32:29    |

### Finale
Bayer 04 Leverkusen gewann das Finale gegen den VfL Oldenburg und wurde Deutscher Handball-Pokal-Meister der Frauen 2002:
| Datum         | Uhrzeit | Heimmannschaft      |   | Gastmannschaft | Ergebnis      |
| ------------- | ------- | ------------------- | - | -------------- | ------------- |
| 15. Juni 2002 |         | Bayer 04 Leverkusen | – | VfL Oldenburg  | 29:27 (13:11) |